# Ulica Zygmunta Krasińskiego we Wrocławiu

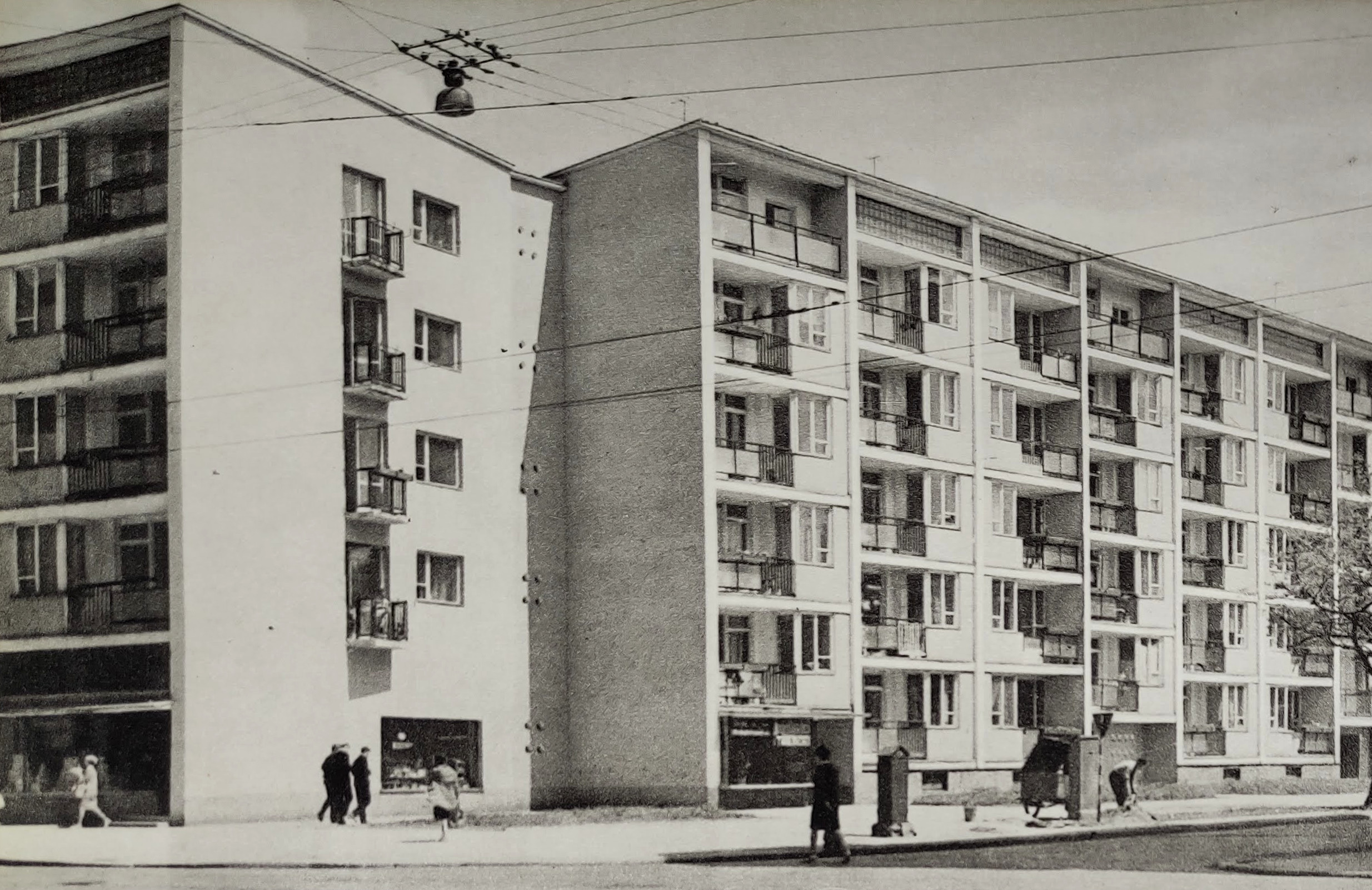
Ul. Z. Krasińskiego i gen. J. Haukego-Bosaka

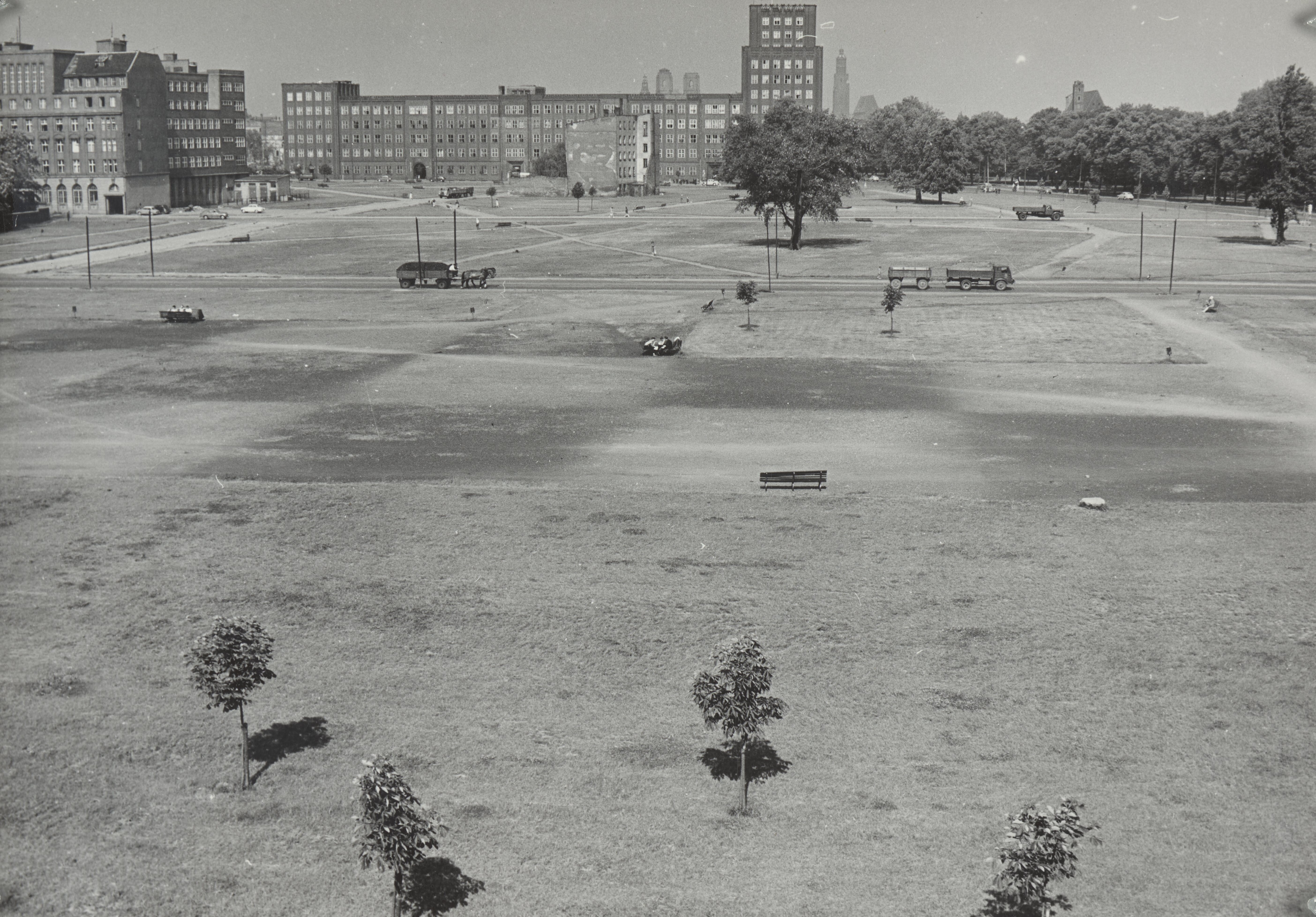
Pl. Społeczny, ul. Z. Krasińskiego, Poczta Główna w 1970 r.

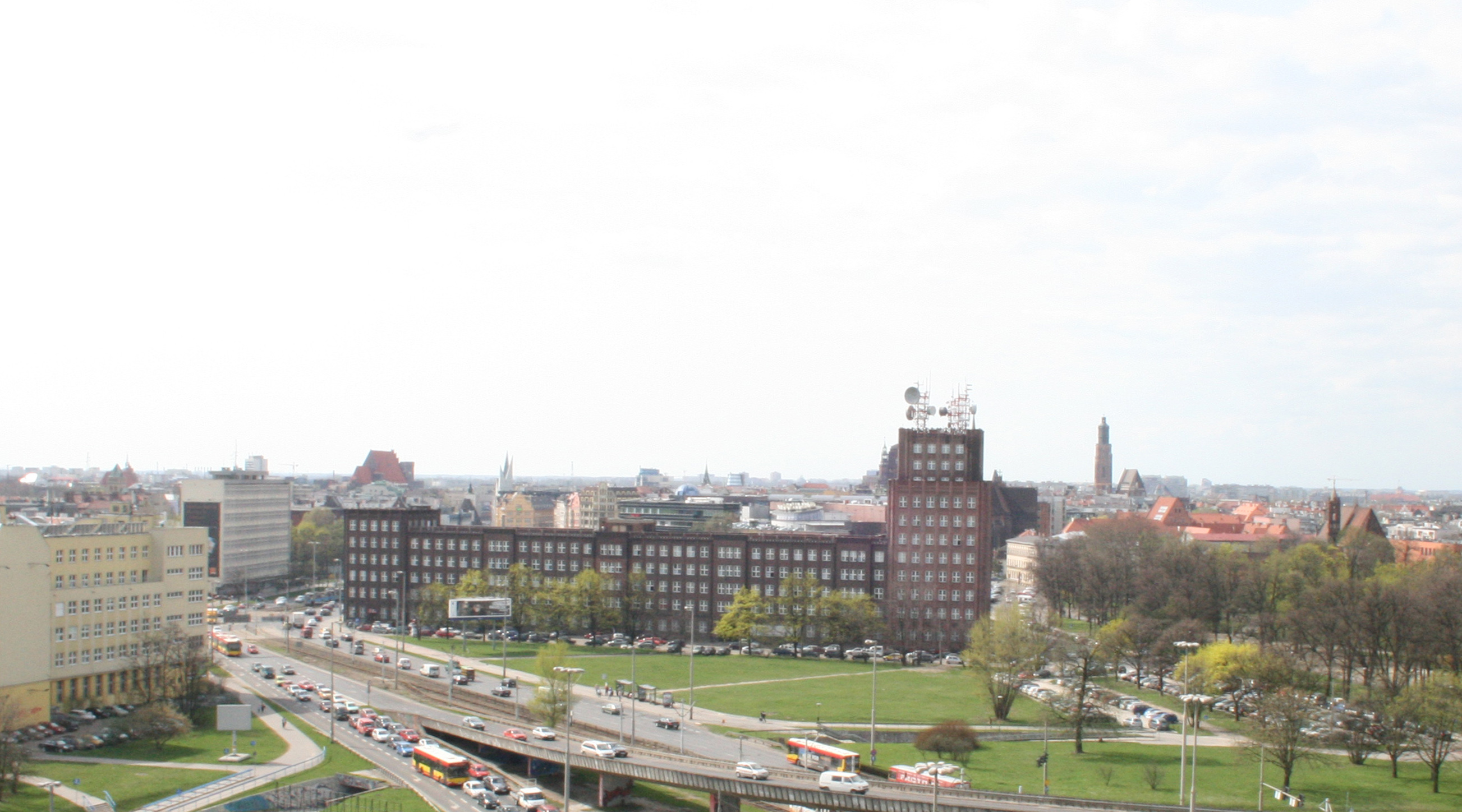
Pl. Społeczny, ul. Z. Krasińskiego, Poczta Główna

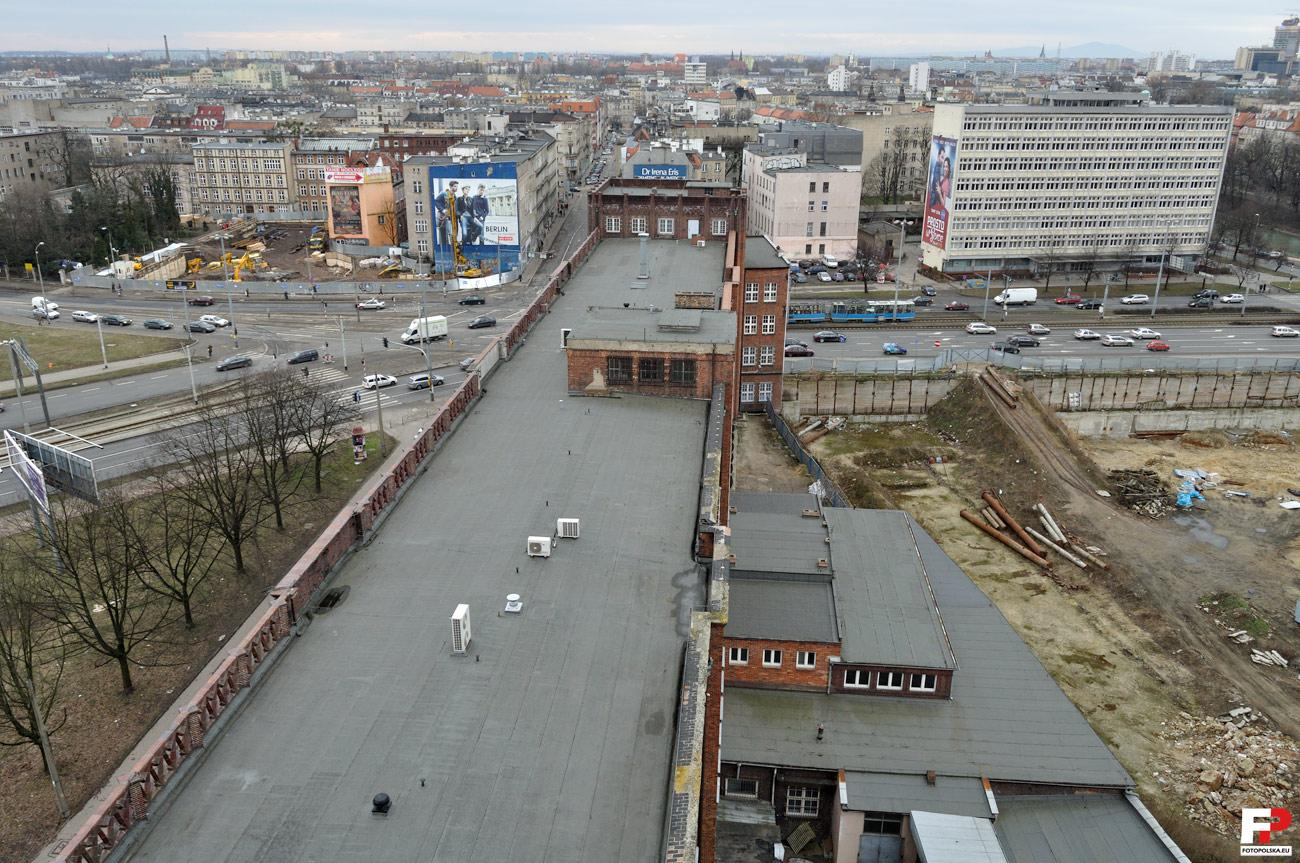
Ul. gen. R. Traugutta, na wprost ul. Z. Krasińskiego, na 1 planie dach Poczty Głównej

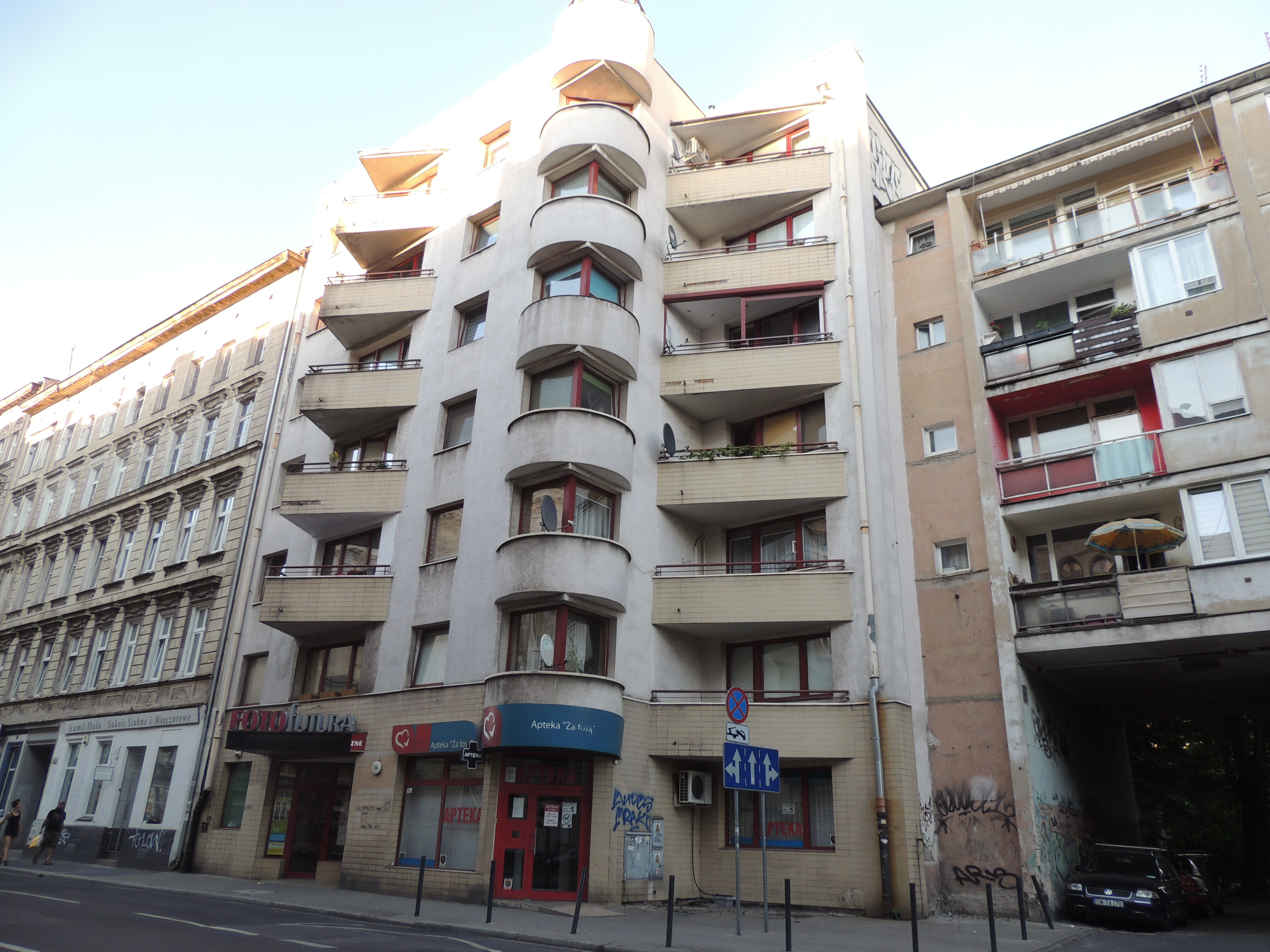
Ul. Zygmunta Krasińskiego 34

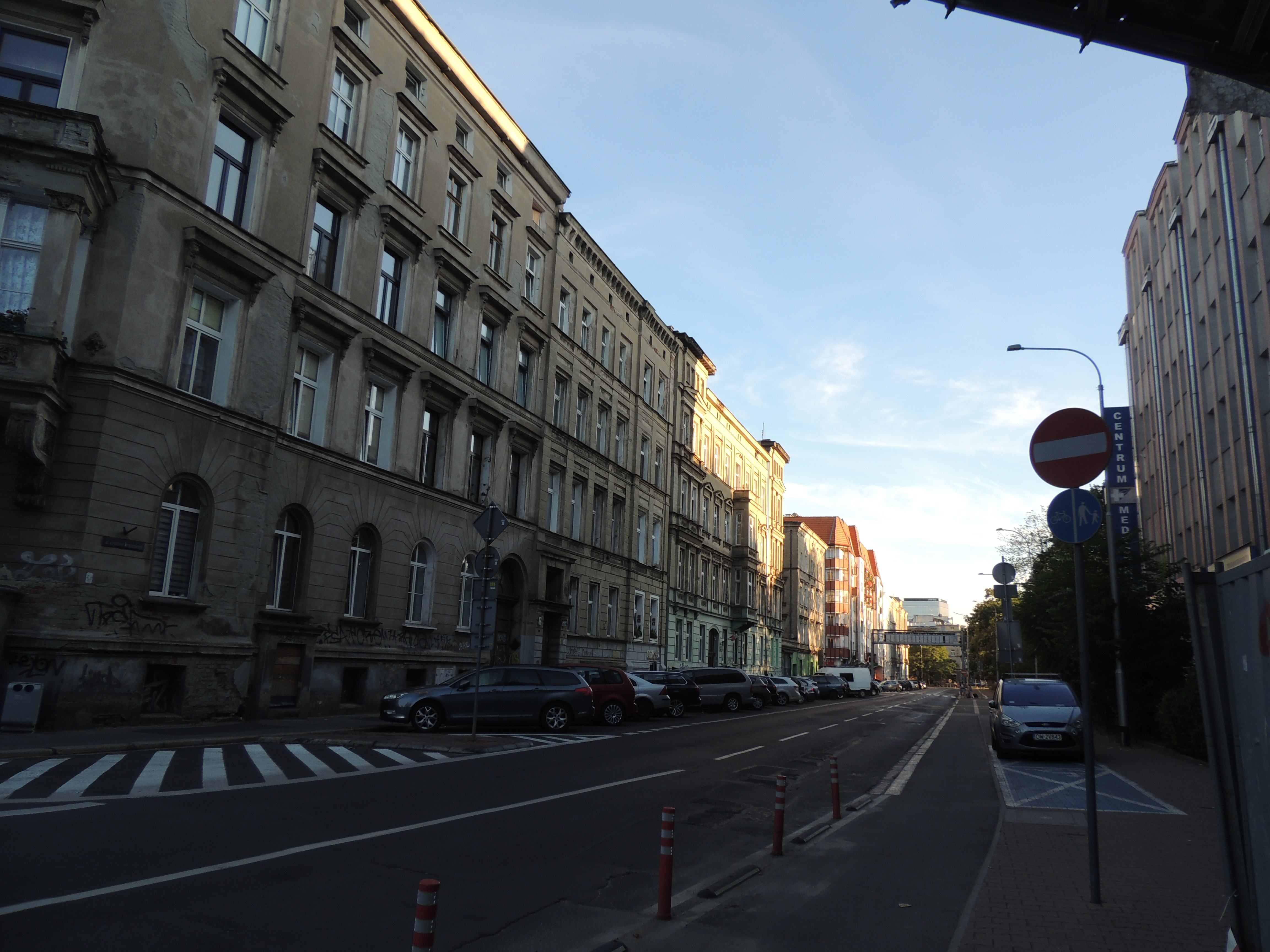
Od nr 25 w kierunku ul. Komuny Paryskiej

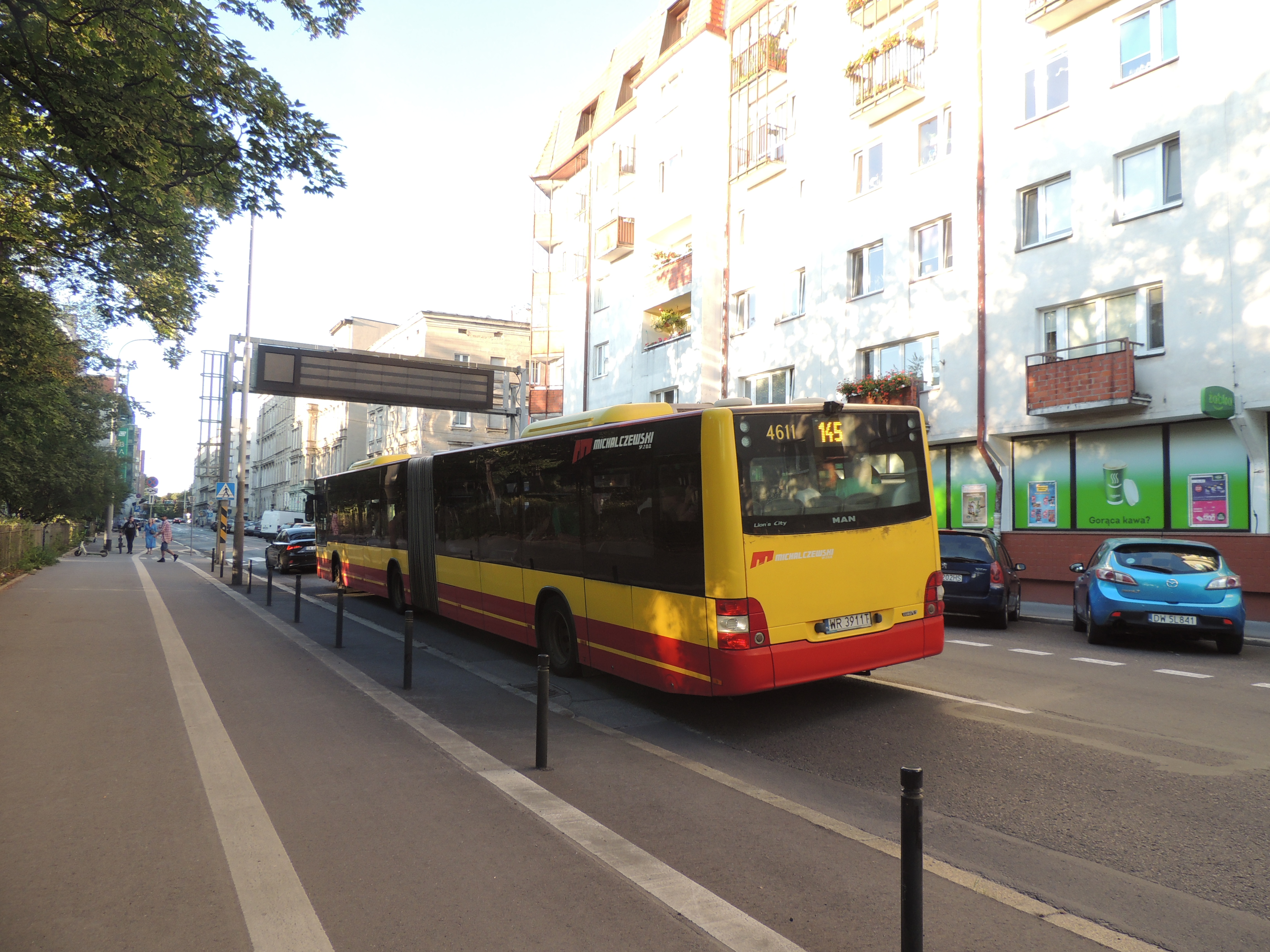
Autobus MPK na ul. Zygmunta Krasińskiego

Ulica Zygmunta Krasińskiego – ulica położona we Wrocławiu na osiedlu Przedmieście Oławskie, a wcześniej w dawnej dzielnicy Krzyki. Biegnie od Alei Juliusza Słowackiego do ulicy Komuny Paryskiej. Jest drogą gminną, która ma 632 m długości, przy czym określana jest jako przestrzeń publiczna o charakterze ogólnomiejskim. Przebiega przez teren zabudowy śródmiejskiej, który jako obszar objęty jest ochroną i wpisany jest do rejestru zabytków. Przy ulicy znajdują się między innymi budynki ujęte w gminnej ewidencji zabytków, w tym wpisane do rejestru zabytków: Gmach Poczty Czekowej Rzeszy, obecnie Gmach Poczty oraz Muzeum Poczty i Telekomunikacji oraz kamienica z oficynami przy ulicy Zygmunta Krasińskiego 21–23. Przy południowej części ulicy położony jest Skwer Zygmunta Krasińskiego.

## Historia

### Przed powstaniem ulicy
Ulica przebiega przez teren stanowiący niegdyś przedpole fortyfikacji miejskich (Ohlauer Vorstadt), a północny odcinek pomiędzy aleją Juliusza Słowackiego i ulicą gen. Romualda Traugutta na terenach pofortecznych. Fortyfikacje zostały rozebrane, a obszar ten włączony został do miasta w 1808 r.
Zanim powstała droga w miejscu dzisiejszej ulicy Zygmunta Krasińskiego, istniał już średniowieczny trakt w kierunku Oławy, ale także do osady Walonów, na śladzie którego dziś przebiega ulica gen. Romualda Traugutta (Wallgasse, Klosestrasse), z Bramą Oławską położoną nieco na zachód od dzisiejszego skrzyżowania tej ulicy z ulicą Zygmunta Krasińskiego, będący główną arterią Przedmieścia Oławskiego, oraz nieco bardziej na wschód droga, na śladzie której dziś istnieje równoległa ulica gen. Kazimierza Pułaskiego (Brüderstrasse), o której najstarszy zapis o niej pochodzi z 1370 r. Ponadto już w 1562 r. istniał nienazwany trakt, co potwierdza plan Wernera z tegoż roku, stanowiący później ulicę Stanisława Worcella (Paradiesstrasse). Jeszcze inną drogą związaną z tym obszarem był trakt do tzw. Czerwonego Folwarku. Wytyczony prawdopodobnie w XIV wieku, został po raz pierwszy wzmiankowany w 1403 r. Obecnie na jego śladzie przebiega ulica Komuny Paryskiej (Langegasse, Vorwerkstrasse).
Natomiast na terenie przy północnym odcinku po stronie zachodniej ulicy, pomiędzy aleją Juliusza Słowackiego a ulicą gen. Romualda Traugutta, istniał już w 1203 r. najstarszy wrocławski cmentarz żydowski. W późniejszych latach został przekształcony w cmentarz wojskowy. W latach 20. XX wieku (1926–1929) zbudowano na tym terenie siedzibę Pocztowego Urzędu Czekowego (po 1945 r. gmach Poczty Głównej) na podstawie projektu Lothara Heumanna. Na północ od tego terenu przepływała rzeka Oława (Die Ohlau).
Przy południowym krańcu dzisiejszej ulicy założono w 1777 r. pierwszy cmentarz, następnie kolejne. Były to począwszy od północy 3 cmentarze protestanckie: św. Bernardyna (do 1868 r.), św. Krzysztofa (do 1891 r.?), Zbawiciela (do 1867 r.), oraz cmentarz katolicki św. Doroty (czynny w latach 1816–1861).

### Powstanie i rozwój ulicy do 1945 r.
Pierwotnie ulica Zygmunta Krasińskiego była drogą biegnącą w rozciągające się tu pola, bez nazwy własnej, przy czym dotyczy to drogi biegnącej od dzisiejszej ulicy gen. Romualda Traugutta do ulicy Komuny Paryskiej. Dopiero w 1823 r. otrzymała nazwę ulicy Polnej nawiązującej do jej wyglądu. Odcinek północny jeszcze wówczas nie istniał. Decyzja o przedłużeniu ulicy do alei Juliusza Słowackiego (Am Steindamm, Am Ohlauufer) zapadła w 1839 r. Została ona następnie zrealizowana. Natomiast nie zrealizowano innej koncepcji, wskazanej w 1843 r. przez specjalnie powołaną przez magistrat miejski komisję. Wypowiedziała się ona za przedłużeniem ulicy w linii prostej do Dworca Górnośląskiego, położonego przy ulicy Stanisława Małachowskiego. Uzasadniając swoje stanowisko, komisja wskazała bardzo dynamiczny rozwój tego rejonu miasta, lecz planu tego jednak nie wykonano.
Później niż ulica Zygmunta Krasińskiego powstała kolejna przecznica dziś stanowiąca ulicę gen. Józefa Haukego-Bosaka. Z projektem jej utworzenia w 1860 r. wystąpił kupiec Henryk Krakowski. Ponieważ miała przebiegać przez tereny prywatne, realizacja projektu napotykała trudności i była prowadzona etapami, to znaczy najpierw zbudowano fragment biegnący od ulicy Zygmunta Krasińskiego i drugi fragment biegnący od ulicy gen. Kazimierza Pułaskiego, a dopiero potem oba odcinki połączono. Także nie od razu nadano nowej ulicy nazwę, co skutkowało tym, że położone tu posesje początkowo miału przypisane numery adresowe częściowo do ulicy Zygmunta Krasińskiego, a częściowo do ulicy gen. Kazimierza Pułaskiego. Z czasem oczywiście nadano ulicy własną nazwę (w 1911 r. – Clausewitzstrasse), a posesjom przypisano nowe numery porządkowe.
W 1862 r. zbudowano nową przecznicę biegnącą od północnego odcinka ulicy Zygmunta Krasińskiego do ulicy Mazowieckiej. Początkowo ulicę tę nazwano Małą Polną (Kleine Feldstrasse), a samą ulicę Zygmunta Krasińskiego nazwano wówczas Dużą Polną (Grosse Feldstrasse). Dopiero zmiana nazwy tej ulicy na ulicę Aleksandra (Alexanderstrasse) pozwoliła na przywrócenie ulicy Zygmunta Krasińskiego nazwy ulicy Polnej (Feldstrasse). Natomiast wzmiankowana przecznica nosiła po wojnie nazwę ulicy Sandomierskiej, lecz dziś ona nie istnieje w związku z budową w latach 80. XX wieku nowego węzła drogowego Placu Społecznego, który całkowicie zatarł dawny układ urbanistyczny i komunikacyjny.
W 1881 r. zasypano koryto Oławy, zmieniając miejsce ujścia tej rzeki do Odry. Zlikwidowano wówczas most leżący na przedłużeniu dzisiejszej ulicy Zygmunta Krasińskiego. Umożliwiło to także przedłużenie alei Juliusza Słowackiego w kierunku wschodnim i jej urządzenie w postaci reprezentacyjnej, zielonej alei miejskiej, oraz urządzenie terenu spacerowego – Promenady Staromiejskiej – oraz parku – Park Juliusza Słowackiego.
Zabudowa ulicy powstawała sukcesywnie, a zachowane dziś budynki pochodzą głowinie z końca XIX wieku lub początku XX wieku. Północny odcinek po jego powstaniu również był zabudowany powoli i stopniowo, a największą, ostatnią inwestycją była budowa gmachu pocztowego w latach 20. XX wieku. Wzdłuż całej długości ulicy przebiegały tory tramwajowe.
Teren cmentarzy, które stopniowo ulegały likwidacji, od 1888 r. był sukcesywnie przekształcany w skwer z placem zabaw dla dzieci, następnie urządzony w 1892 r. według projektu H. Richtera, przed 1945 r. modernizowany (Königl Hebammen Institut, Spielplatz).
W 1900 r. utworzono szkołę rzemiosł (Handwerkerschule, Meisterschule des deutsche Handwerks), od 1910 r. działająca jako Miejska Szkoła Rzemiosł i Przemysłu Artystycznego (Städtische Handwerker- und Kunstgewerbeschule). Szkoła działała w budynkach oficyn położonych we wnętrzu kwartału za pierzeją wschodnią ulicy Zygmunta Krasińskiego, z adresami przypisanymi do ulicy gen. Romualda Traugutta. Budynki te po wojnie stały się bazą dla Wyższej Szkoły Sztuk Plastycznych.

### II wojna światowa
Podobnie jak w całej okolicy, podczas oblężenia Wrocławia w 1945 r., w wyniku prowadzonych działań wojennych zniszczeniu uległa znaczna część zabudowy. Sama ulica była wówczas kilkukrotnie bombardowana. Pierwsze bombardowanie miało miejsce 4 lutego 1945 r. Był to ostrzał altyreryjski prowadzony z okolic Wzgórz Trzebnickich. Natomiast 12 lutego prowadzono bombardowania przy pomocy lotnictwa. W czasie kolejnego bombardowania 25 lutego bomba spadła na dom nr 40 zaś 20 marca pocisk artyleryjski ugodził we wschodnią stronę gmachu poczty, w wyniku czego powstała tam olbrzymia wyrwa w murze. Zginęła wówczas znajdująca się w budynku urzędniczka. Sam budynek jednak przetrwał, mimo że całkowitemu zniszczeniu uległa zabudowa położona po przeciwnej stronie ulicy Zygmunta Krasińskiego, na którą składały się dwie ciągłe pierzeje utworzone z kamienic (numery od 2 do 20), rozdzielone ulicą Sandomierską (dziś nieistniejącą), przy której zabudowa również nie przetrwała. Zniszczeniu uległy także budynki położone po obu stronach ulicy na południe od ulicy gen. Romualda Traugutta, narożna zabudowa po północnej stronie ulicy gen. Józefa Haukego-Bosaka (numery 34 i 36) oraz zabudowa pod numerami od 48 do 52 i powiązany budynek przy ulicy Stanisława Worcella 1.

### Okres powojenny
Jedną z pierwszych znaczących inwestycji przy ulicy przeprowadzoną po wojnie była odbudowa uszkodzonego gmachu poczty. Związane to było z koniecznością uruchomienia urzędu pocztowego, a ten budynek nadawał się do tego celu znaczenie lepiej niż zniszczony gmach Poczty Głównej, położony w rejonie ulicy Wita Stwosza, bł. Czesława i Krawieckiej. Roboty budowlane związane z odbudową zniszczonego fragmentu budynku przeprowadzono stosunkowo szybko i urząd pocztowy uruchomiono tu już kilka miesięcy od zakończenia II wojny światowej. Można także wspomnieć, że stosunkowo dużo zachowanych budynków mieszkalnych sprawiło, że po wojnie Przedmieście Oławskie było jednym z bardziej zaludnionych osiedli Wrocławia. Tu i na Przedmieściu Odrzańskim łącznie mieszkało około 40% mieszkańców miasta według stanu na 1955 r.
W 1960 r. po północnej stronie ulicy gen. Józefa Haukego-Bosaka zbudowano wieloklatkowy budynek mieszkalny, który otrzymał numery od 2 do 14, z kontynuacją ciągłej zabudowy także przy ulicy Zygmunta Krasińskiego 36, a zabudowę tę uzupełniono także budynkiem plombowym przy ulicy Zygmunta Krasińskiego 34. Powojenne budynki położone przy ulicy Zygmunta Krasińskiego to także zabudowa pod numerami 27, 29, 48, 50 i 52.
Pośród inwestycji z XXI wieku związanych z ulicą Zygmunta Krasińskiego można wymienić między innymi remont i przebudowę budynku pod numerem 13 z lat 2007–2008 (2012 r.). W jej wyniku powstał budynek mieszkalny o 30 mieszkaniach z dodatkową funkcją biurową. Budynek ma 7 kondygnacji nadziemnych. Całkowicie nowa zabudowa powstała natomiast w miejscu zniszczonej zabudowy po południowej stronie ulicy gen. Romualda Traugutta, tworząca dziś początkowe pierzeje południowego odcinka ulicy Zygmunta Kasińskiego. I tak po jej stronie wschodniej od maj 2010 do października 2012 r. budowano Centrum Sztuk Użytkowych i Centrum Innowacyjności należące do Akademii Sztuk Pięknych we Wrocławiu przy ulicy gen. Romualda Traugutta 19–21. Budynek powstał w oparciu o projekt opracowany przez architektów z pracowni PAG – Pracownia Architektury Głowacki, a generalnym wykonawcą była firma Hochtief Polska z Warszawy, a koszt pierwszego etapu wyniósł około 53 mln zł. Zaś po stronie zachodniej od stycznia 2020 r. do października 2021 r. powstawał budynek o nazwie Studio Plac Dominikański przy ulicy gen. Romualda Traugutta 9–11 i Zygmunta Krasińskiego 13a. Projektantami budynku są architekci z pracowni Dziewoński Łukasiewicz Architekci z Wrocławia. Inwestorem był deweloper działający pod firmą Toscom Development.
Należy także wskazać, że za wschodnią pierzeją zabudowy biegnącą od ulicy gen. Romualda Traugutta do ulicy gen. Józefa Haukego-Bosaka, w głębi kwartału, po wojnie w położonych tu budynkach prowadziła działalność Akademii Sztuk Pięknych im. Eugeniusza Gepperta, wykorzystując budynki o adresach przy ulicy gen. Romualda Traugutta 21 (położone w głębi działki względem wymienionej ulicy) oraz budynek przy ulicy Zygmunta Krasińskiego 30b, dawnej Wyższej Szkoły dla Dziewcząt i Ewangelickiego Seminarium dla Nauczycielek, będący oficyną położoną w drugiej linii zabudowy. Szkołę powołano dekretem Ministra Kultury i Sztuki z 30.03.1946 r. jako Wyższą Szkołę Sztuk Pięknych, a uroczyste rozpoczęcie działalności miało miejsce 7.10.1946 r. Uczelnia uzyskała status akademii w 1998 r. Dopiero w XXI wieku nastąpiła wyżej wspomniana rozbudowa tu położonego kompleksu obiektów akademii. Zbudowano mianowicie budynek Centrum Sztuk Użytkowych i Centrum Innowacyjności.
Sam skwer położony po zachodniej stronie południowego odcinka ulicy został poddany gruntownej rewaloryzacji po 2000 r. Obecnie nosi nazwę Skweru Zygmunta Krasińskiego i przeznaczony jest na zieleń parkową z dopuszczeniem lokalizacji określonych obiektów parkowych, takich jak ogrody zimowe, altany, pergole oraz toalety ogólnodostępne.
W latach 80. XX wieku w budynku poczty przy ulicy Zygmunta Krasińskiego 1 miało swoją siedzibę Przedsiębiorstwo Wdrażania i Upowszechniania Postępu Technicznego i Organizacyjnego „POSTEOR”. Zostało ono założone w 1973 r. i stanowiło jednostkę pośredniczącą między nauką a przemysłem, poprzez współpracę w zakresie opracowania, wdrożenia i upowszechnienia prac naukowo-badawczych i projektów wynalazczych oraz ochrony patentowej. W 1985 ilość wdrożeń przeprowadzonych przez tę firmę określano na ponad 700 .

### Powojenne przekształcenia układu komunikacyjnego
Wspomniane wyżej tory tramwajowe były użytkowane również po wojnie. Tramwaje jeździły tędy od ulicy Stanisława Małachowskiego, przez ulicę gen. Jana Henryka Dąbrowskiego, dalej poprzez ulicę Komuny Paryskiej (na stosunkowo krótkim odcinku), a następnie ulicą Zygmunta Krasińskiego do alei Juliusza Słowackiego i oczywiście także w kierunku przeciwnym. Transport szynowy prowadzony był ulicą jeszcze w latach 60. i 70. XX wieku, do 1977 r.    , a w 1978 r. zostało wyłączone z eksploatacji torowisko tramwajowe od ulicy Stanisława Małachowskiego do ulicy gen. Romualda Traugutta. Wówczas tramwaje korzystały jeszcze z torów w ulicy Zygmunta Krasińskiego tylko na północnym odcinku od alei Juliusza Słowackiego do ulicy gen. Romualda Traugutta . Zarówno w latach poprzednich, jak i następnych prowadzono przebudowę układu komunikacyjnego w centrum miasta. Zbudowano między innymi tak zwaną trasę W-Z i dalej kontynuowano inwestycję, budując jeszcze w latach 80. XX wieku węzeł komunikacyjny Placu Społecznego, z dwiema estakadami i przejściem podziemnym oraz nowymi jezdniami, a także torowiskami tramwajowymi łączącymi między innymi Most Pokoju i Most Grunwaldzki z ulicą gen. Romualda Traugutta . Zatarto przy tym całkowicie wcześniejszy układ ulic, likwidując między innymi ulicę Sandomierską w połowie lat 80. XX wieku. Po zakończeniu tej inwestycji północy odcinek ulicy Zygmunta Krasińskiego stracił połączenie drogowe z pozostałą częścią ulicy i z ulicą gen. Romualda Traugutta, stając się sięgaczem połączonym tylko z aleją Juliusza Słowackiego, co skutkowało także wyłączeniem z eksploatacji położonego w tym odcinku ulicy torowiska tramwajowego, a ruch tramwajów skierowano na nowe odcinki torów placu Społecznego .
Należy jednakże wspomnieć, iż kwestię ukształtowania układu komunikacyjnego i zabudowy w tym rejonie, także w odniesieniu do północnego odcinka ulicy Zygmunta Krasińskiego, rozpatrywano w okresie powojennym wielokrotnie, między innymi organizując konkursy architektoniczne. Można tu wymienić konkurs z 1960 r. na Plac Dzierżyńskiego (współcześnie Plac Dominikański), konkurs z 1964 r. na ukształtowanie przestrzeni Placu Społecznego oraz z 1969 r. na opracowanie układu urbanistycznego łącznie Placu Dzierżyńskiego i Placu Społecznego. Pojawiały się przy tym różne koncepcje kierujące przeważnie ruch uliczny przez aleję Juliusza Słowackiego i ulicę Podwale, a także np. koncepcja z trasą od Mostu Pokoju łukiem przez ulicę Zygmunta Krasińskiego przy poczcie, pozostawiając Plac Społeczny wolny od komunikacji oraz inna koncepcja (I nagroda), w której ten północy odcinek ulicy Zygmunta Krasińskiego miałby być jak obecnie sięgaczem, ale ulicy gen. Romualda Traugutta. Z łącznego kształtowania obszaru obu placów jednakże zrezygnowano, gdyż koncepcja ta zdewaluowała się, bowiem gmach poczty głównej okazał się stanowić tak silną przegrodę, że próby integracji oceniono jako chybione i nieudane. Jak wyżej opisano wybrano wariant przecięcia placu Społecznego po przekątnych, które to rozwiązanie zresztą było niezgodne z zasadami konkursu, i w zmienionej nieco formie zrealizowano. Współcześnie jednak ten układ podlega krytyce i postuluje się rehabilitację obszaru z odtworzeniem kwartałowego układu ulic i zabudowy.
Od 23.08.2019 r. do 10.07.2020 r. prowadzono inwestycję miejską obejmującą przebudowę dróg, mającą na celu stworzenie dróg rowerowych w ulicach: Podwale, Komuny Paryskiej i Zygmunta Krasińskiego. Prowadzona była ona w ramach programu budowy dróg rowerowych we Wrocławiu – etap II. W jej wyniku powstała droga rowerowa na odcinku od ulicy Komuny Paryskiej do ulicy gen. Romualda Traugutta, częściowo w północnej części jako kontrapas (od skrzyżowania z ulicą gen. Józefa Haukego-Bosaka do ulicy gen. Romualda Traugutta). Wartość całej inwestycji wynosiła 1 440 017 zł.

### Numeracja adresowa
Numeracja adresowa posesji położonych przy ulicy początkowo była całkowicie odmienna od współczesnej. W 1866 r. (wówczas Grosse Feldstrasse) mianowicie numer 1 nadano posesji położonej po wschodniej stronie ulicy, pierwszej od skrzyżowania z ulicą Komuny Paryskiej (Vorwerkstrasse). Numery adresowe rosły w kierunku północnym, w sposób ciągły, to znaczy bez podziału na numery parzyste i nieparzyste. Numery te kończyły się na numerze 21 przed drogą biegnącą wzdłuż niezasypanego jeszcze wówczas koryta rzeki Oława (Die Ohlau), która miała swoje ujście częściowo w miejscu dzisiejszej Zatoki Gondoli, a częściowo zasilała fosę miejską. Dalej numery adresowe biegły z północy na południe po stronie zachodniej. Nie istniał jeszcze wtedy budynek poczty, lecz znajdował się tu teren cmentarza wojskowego (Militair Begräbniss Platz). Pozostawiono jednak niewykorzystaną numerację dla tej nieruchomości (nr 23–26) i kolejne numery zaczynały się za ulicą gen. Romualda Traugutta (Klosestrasse) od numeru 27 do numeru 30, choć niezabudowanym dalej działkom gruntów także przypisano kolejne numery od 31 do 40.
W 1901 r. numeracja ta wyglądała następująco:
| strona zachodnia                             | ulica Zygmunta Krasińskiego (Grosse Feldstrasse)                                                      | strona wschodnia                            | strona wschodnia |
| -------------------------------------------- | --- | ------------------------------------------- | ---------------- |
| aleja Juliusza Słowackiego (Am Ohlauufer)    | |                                             |                  |
| Friedhof: od 23 do 26                        | | od 22 do 20                                 | od 22 do 20      |
| Friedhof: od 23 do 26                        | ulica Sandomierska (Alexanderstrasse)                                                                 |                                             |                  |
| Friedhof: od 23 do 26                        | od 19 do 16                                                                                           |                                             |                  |
| ulica gen. Romualda Traugutta (Klosestrasse) | |                                             |                  |
| od 27 do 30                                  | | od 15c do 11                                | od 11a do 11f    |
| od 27 do 30                                  | ulica gen. Józefa Haukego-Bosaka (ówcześnie bez nazwy) część posesji przypisana do Grosse Feldstrasse |                                             |                  |
| od 27 do 30                                  | od 10 do 7                                                                                            | od 10a do 10h                               |                  |
| skwer                                        | ulica Stanisława Worcella (Paradiesstrasse)                                                           | ulica Stanisława Worcella (Paradiesstrasse) |                  |
| skwer                                        | od 6 do 1                                                                                             |                                             |                  |
| cmentarz: 40                                 | |                                             |                  |
| ulica Komuny Paryskiej (Vorwerkstrasse)      | |                                             |                  |

W kolejnych latach zmieniono numerację adresową, która w znaczącym stopniu zachowana jest do dziś. Wówczas to nastąpił podział na numerację nieparzystą po stronie zachodniej i numerację parzystą po stronie wschodniej, przy czym tak jak współcześnie numeracja ta rozpoczynała się przy alei Juliusza Słowackiego (Am Ohlauufer). Pod numerami nieparzystymi od 1 do 9 znajdował się budynek poczty (Postscheckamt), identycznie jak współcześnie. Dalej za ulicą gen. Romualda Traugutta (Klosestrasse) numeracja ta była kontynuowana, przy czym wówczas kończyła się na numerze 31 przed skwerem Spielplatz, natomiast współcześnie numeracja ta kończy się na numerze 29 i 29a. Po stronie wschodniej numeracja zaczynała się od numeru 2 przy alei Juliusza Słowackiego (Am Ohlauufer) do 8 przy ulicy Sandomierskiej (Alexanderstrasse), od niej biegły numery od 10 do 20 przed ulicą gen. Romualda Traugutta (Klosestrasse). Współcześnie zabudowa w tym obszarze nie istnieje i nie ma tych numerów adresowych. Dalej za ulicą gen. Romualda Traugutta (Klosestrasse) numeracja parzysta była kontynuowana od numeru 22 do numeru 62 przy ulicy Komuny Paryskiej (Vorwerkstrasse). Współcześnie numeracja kończy się tu na numerze 60.

## Nazwy
W swojej historii ulica nosiła następujące nazwy:
- Feldstrasse (ulica Polna), od 1823 r. do 1945 r.[4][10][75] (także Grosse Feldstrasse[30][34])
- Polna, lata 1945–1946[a][10]
- Zygmunta Krasińskiego, od 1945 r.[4][10][36][76]

Niemiecka nazwa ulicy – Feldstrasse (ulica Polną: słowo Feld w j. niemieckim oznacza pole) – pochodziła z czasów, gdy była drogą prowadzącą pośród pól. Wobec ulicy stosowano także nazwę Grosse Feldstrasse dla odróżnienia od dziś nieistniejącej ulicy Sandomierskiej, powstałej później i wówczas nazywanej Kleine Feldstrasse (do czasu zmiany jej nazwy na Alexanderstrasse). Współczesna nazwa ulicy została nadana przez Zarząd Miejski 15.11.1945 r. Upamiętnia ona Zygmunta Krasińskiego, urodzonego w 19.02.1812 r. w Paryżu, zmarłego w 23.02.1859 r. tamże, poetę, dramaturga, powieściopisarza epoki romantyzmu, epistolografa, autora między innymi Nie-Boskiej komedii oraz Irydiona.

## Układ drogowy
Ulica Zygmunta Krasińskiego biegnie od Alei Juliusza Słowackiego do ulicy Komuny Paryskiej. Ulica łączy się z następującymi drogami publicznymi, kołowymi oraz innymi drogami (przy czym przebieg podano dla odcinka jednokierunkowego przeciwnie do kierunku jazdy, jako że ulica na znacznej długości jest drogą jednokierunkową, ale zgodnie z numeracją adresową):
| powiązanie                           | kierunek jazdy | droga                                              | nr drogi | klasa     | foto             | opis             |
| ------------------------------------ | -------------- | -------------------------------------------------- | -------- | --------- | ---------------- | ---------------- |
| skrzyżowanie                         | ↑ ↓            | aleja Juliusza Słowackiego                         | 105054D  | lokalna   |                  | na wprost        |
| koniec sięgacza                      |                |                                                    |          |           |                  |                  |
| skrzyżowanie (sygnalizacja świetlna) | ↑              | pl. Społeczny torowisko tramwajowe                 | 105849D  | zbiorcza  |                  | lewy dolny róg   |
| skrzyżowanie (sygnalizacja świetlna) | ↑              | ulica gen. Romualda Traugutta torowisko tramwajowe | 105796D  | zbiorcza  | w lewo i w prawo |                  |
| skrzyżowanie                         | ↑              | ulica gen. Józefa Haukego-Bosaka                   | 105481D  | dojazdowa |                  | w prawo          |
| skrzyżowanie                         | ↑              | ulica Stanisława Worcella                          | 105748D  | dojazdowa |                  | w lewo           |
| skrzyżowanie                         | ↑              | ulica Komuny Paryskiej                             | 105825D  | lokalna   |                  | w lewo i w prawo |

## Droga

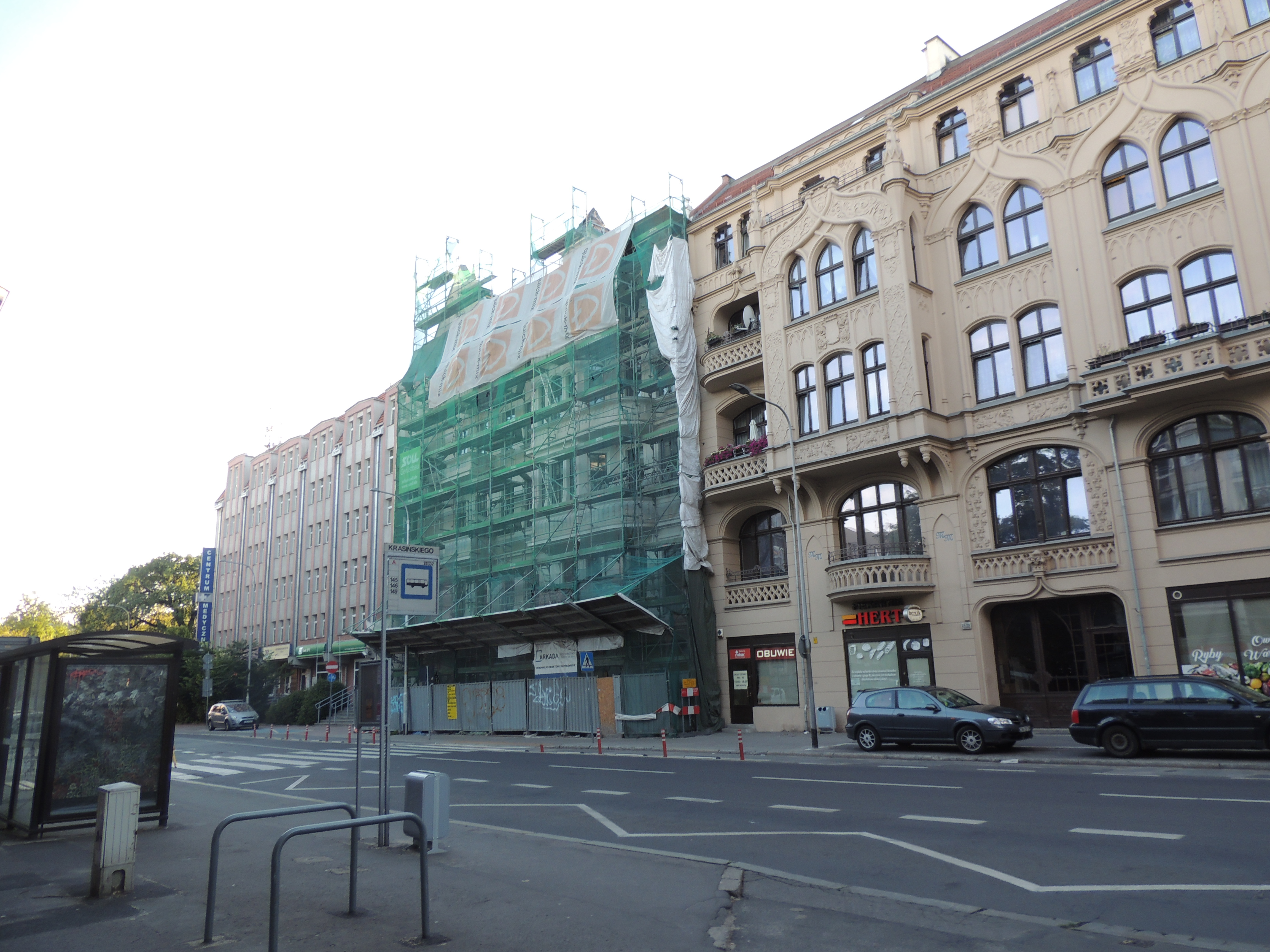
Przystanek „Krasińskiego”

Ulica Zygmunta Krasińskiego przebiega przez osiedle Przedmieście Oławskie w dawnej dzielnicy Krzyki. Jest drogą publiczną, której przypisano kategorię drogową jako gminną (numer drogi: 105778D, numer ewidencyjny drogi: G1057780264011; do 2012 r. ulica była drogą powiatową o numerze 1692D). Ulica ma 632 m długości. Teren, przez który przebiega, leży na wysokości bezwzględnej od około 118,0 do 120,1 m n.p.m.. Jest to droga klasy lokalnej, przy czym na odcinku od ulicy gen. Romualda Traugutta do ulicy Komuny Paryskiej szerokość w liniach rozgraniczających wynosi od 18 m do 25 m. Odcinek początkowy od alei Juliusza Słowackiego jest sięgaczem, natomiast na pozostałym odcinku ulicy ruch zorganizowany jest jako jednokierunkowy z południa (od ulicy Komuny Paryskiej, jako kontynuacja jazy zarówno z tej ulicy, jak i z ulicy gen. Jana Henryka Dąbrowskiego) na północ (do ulicy gen. Romualda Traugutta i placu Społecznego). Ulica, jako droga jednojezdniowa, posiada pojedynczą jezdnię o nawierzchni z masy bitumicznej, z wyłączeniem części sięgacza, gdzie nawierzchnia wykonana jest z płyt betonowych z wbudowanym, starym torowiskiem tramwajowym. Przy ulicy wykonane są obustronna chodniki. Ulicą przebiegają linie pasażerskie w ramach wrocławskiej komunikacji miejskiej. Są to trasy komunikacyjne przejeżdżających tędy autobusów miejskich, w ramach których urządzono dwa przystanki autobusowe, o nazwach „Skwer Krasińskiego” oraz „Krasińskiego” . Na części ulicy od ulicy Komuny Paryskiej do ulicy gen. Józefa Hukego-Bosaka urządzono drogę rowerową, dalej kontrpas do ulicy gen. Romualda Traugutta.
Postuluje się przywrócenie funkcjonowania torowiska tramwajowego w ulicy Zygmunta Krasińskiego na odcinku od alei Juliusza Słowackiego do ulicy gen. Romualda Traugutta i ewentualnie skierowaniu tu ruchu ulicznego po likwidacji obecnego układu komunikacyjnego placu Społecznego i zabudowie tego obszaru siecią lokalnych, prostopadłych uliczek tworzących niewielkie kwartały zabudowy z centralnym dla tego układu placem.
Ulica, w zakresie dróg gminnych, położona jest na działkach ewidencyjnych o łącznej powierzchni wynoszącej 10 071 m² (10 075 m²), a ponadto obejmuje działki o statusie drogi wewnętrznej i rezerwy, zgodnie z poniższym zestawieniem:
| Odcinek | Kategoria drogi | Działka                              | Powierzchnia        |
| --- | --------------- | ------------------------------------ | ------------------- |
| od alei Juliusza Słowackiego do ulicy gen. Romualda Traugutta | gminna          | działka nr 4, AM-1, obręb Południe   | 2 954 m²            |
| od ulicy gen. Romualda Traugutta do ulicy Komuny Paryskiej | gminna          | działka nr 25, AM-5, obręb Południe  | 7 117 m² (7 121 m²) |
| przy działce nr 4, AM-1, obręb Południe | wewnętrzna      | działka nr 8/2, AM-1, obręb Południe | 664 m²              |
| przy działce nr 4 i 8/2, AM-1, obręb Południe | rezerwa         | działka nr 6/2, AM-1, obręb Południe | 7 192 m² (7 191 m²) |
| przy działce nr 4 i 8/2, AM-1, obręb Południe | rezerwa         | działka nr 9, AM-1, obręb Południe   | 1 107 m²            |
| drogi: gminne – 10 071 m², wewnętrzna – 664 m², rezerwa – 8 299 m²; suma: 19 034 m² (drogi: gminne – 10 075 m², wewnętrzna – 664 m², rezerwa – 8 298 m²; suma: 19 037 m²) |                 |                                      |                     |

## Zabudowa i zagospodarowanie

### Układ urbanistyczny

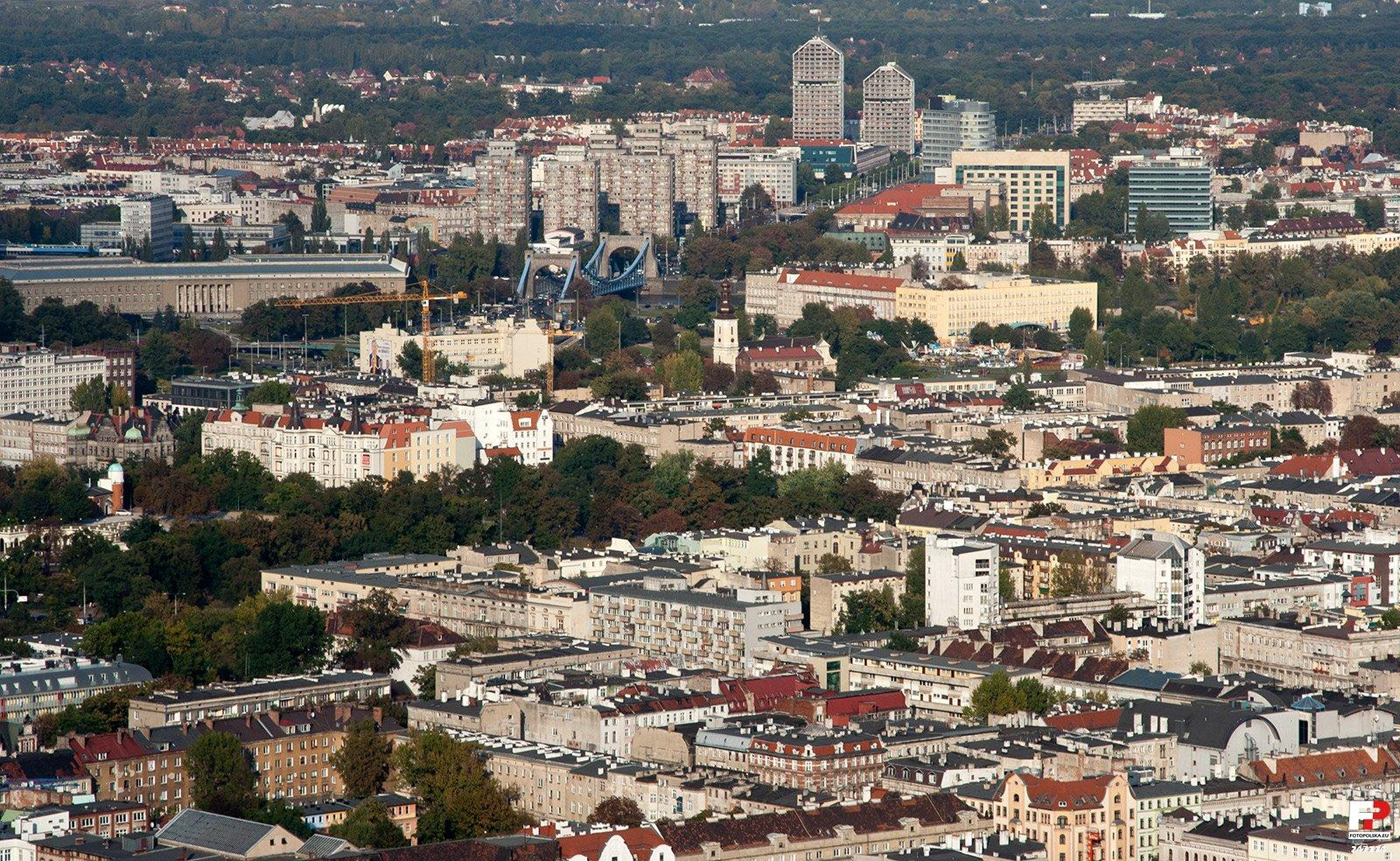
Przedmieście Oławskie, skwer J. Słowackiego i ulica

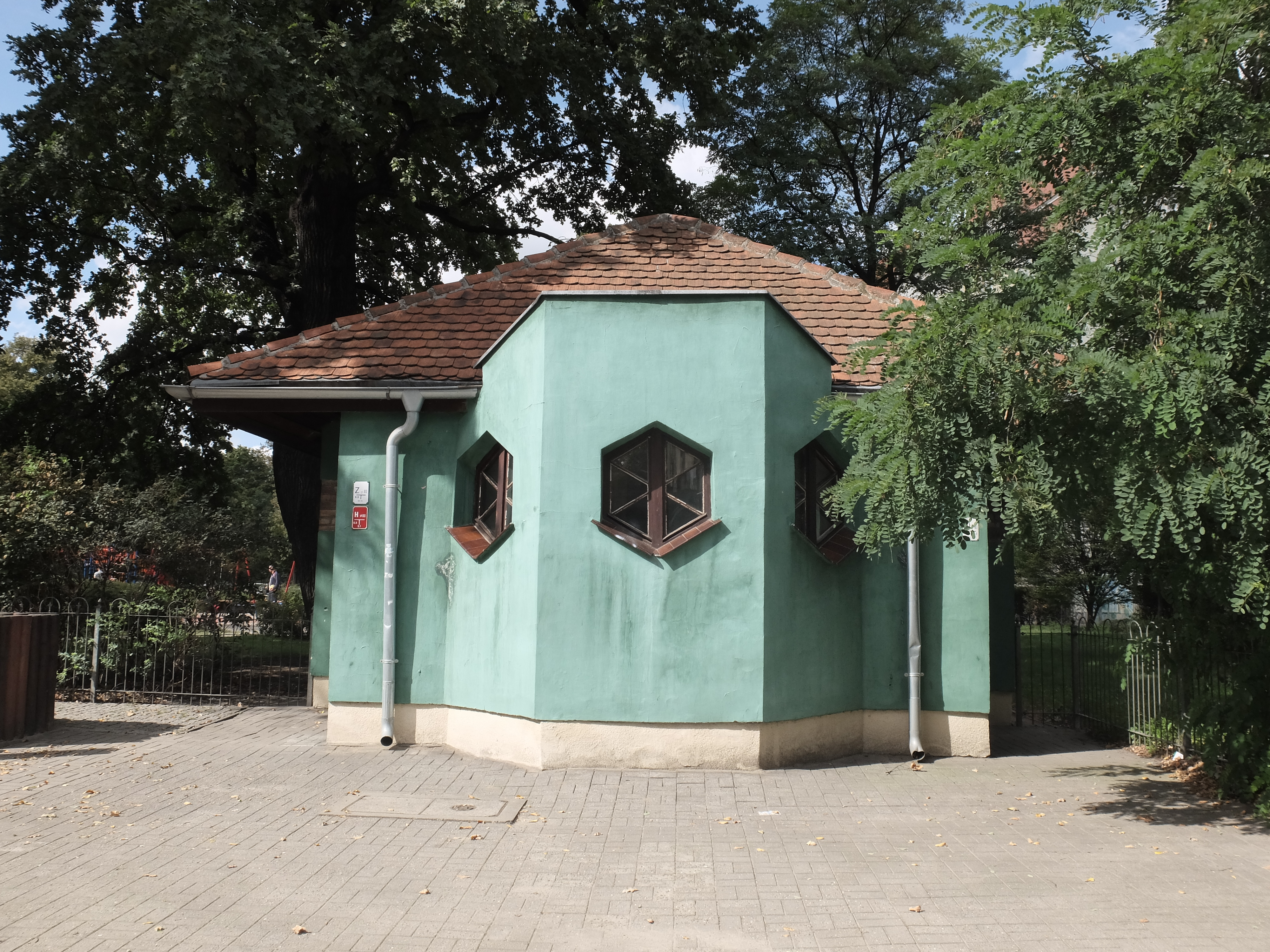
Szalet

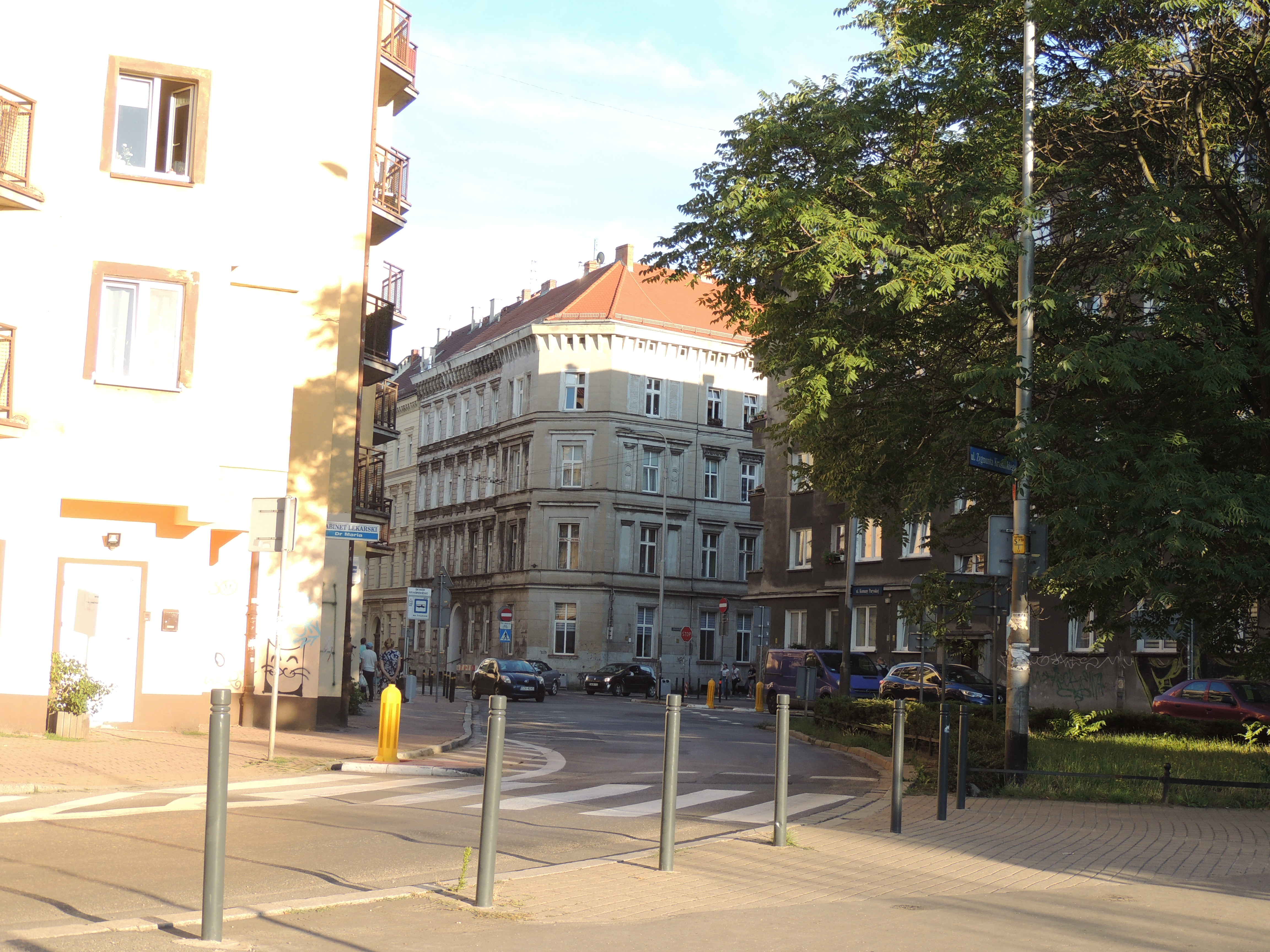
Przystanek „skwer Krasińskiego”

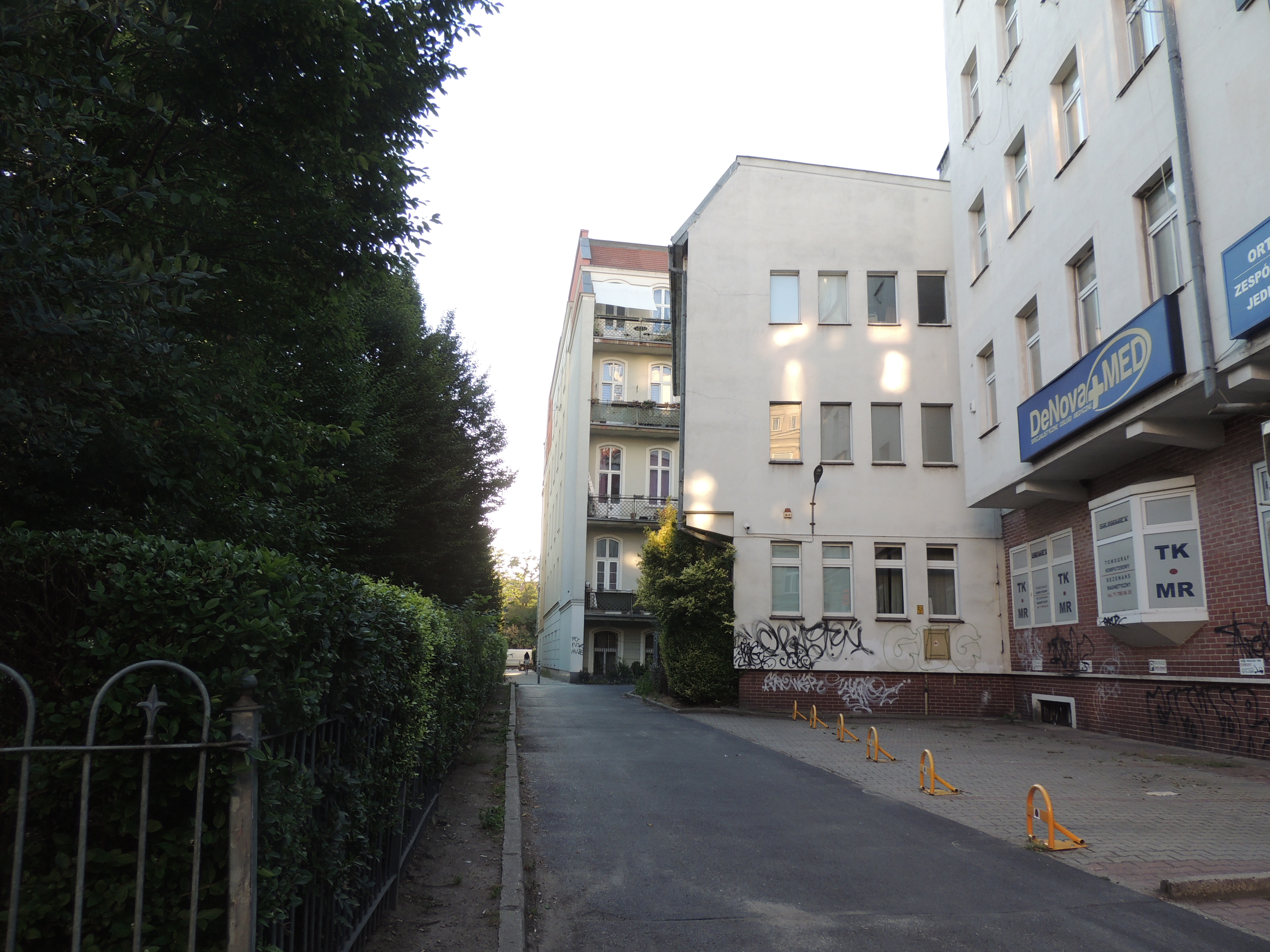
Przejście pomiędzy skwerem a blokiem zabudowy do ul. Podwale

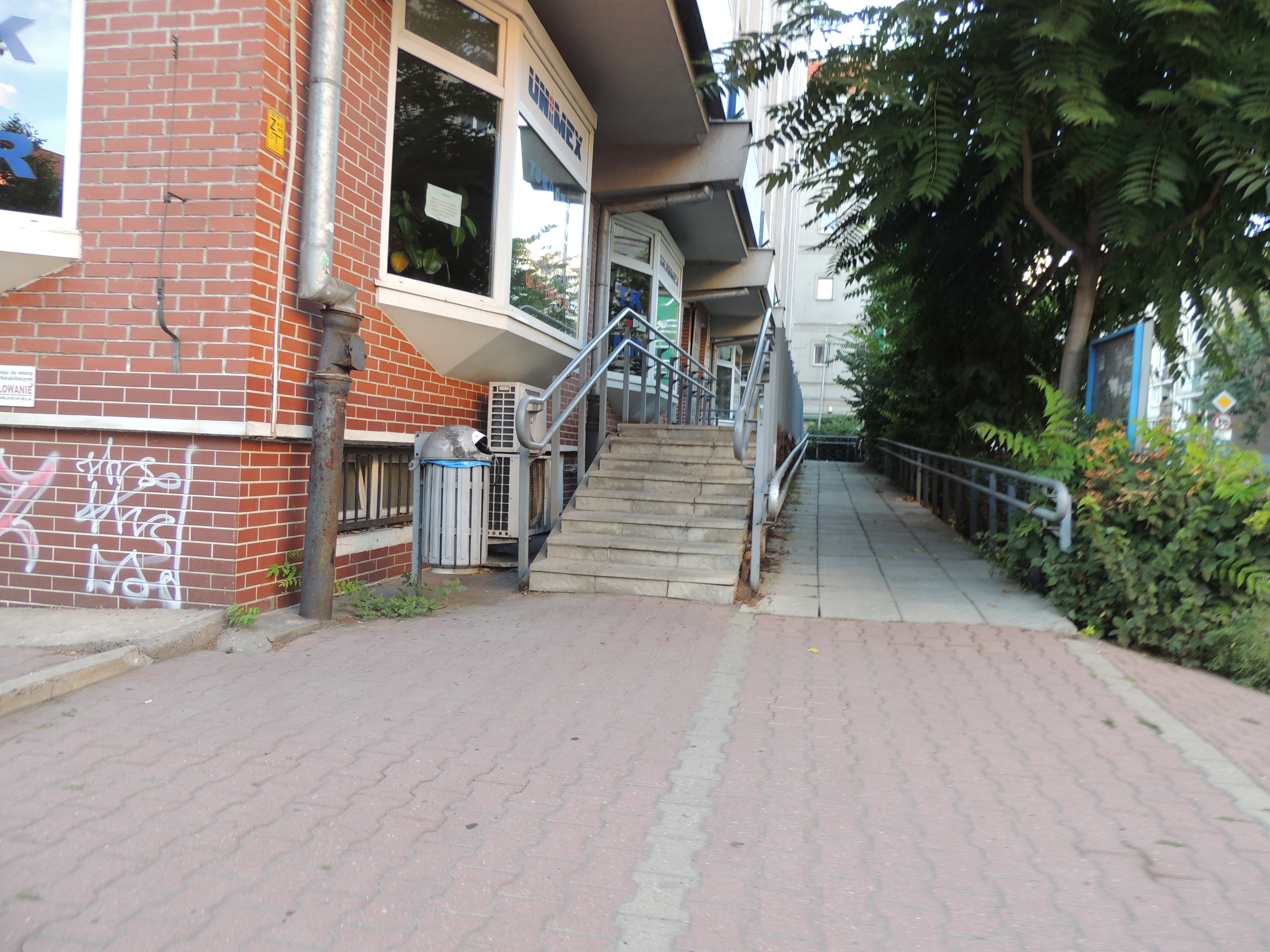
Przed nr 29 i dalej nr 27

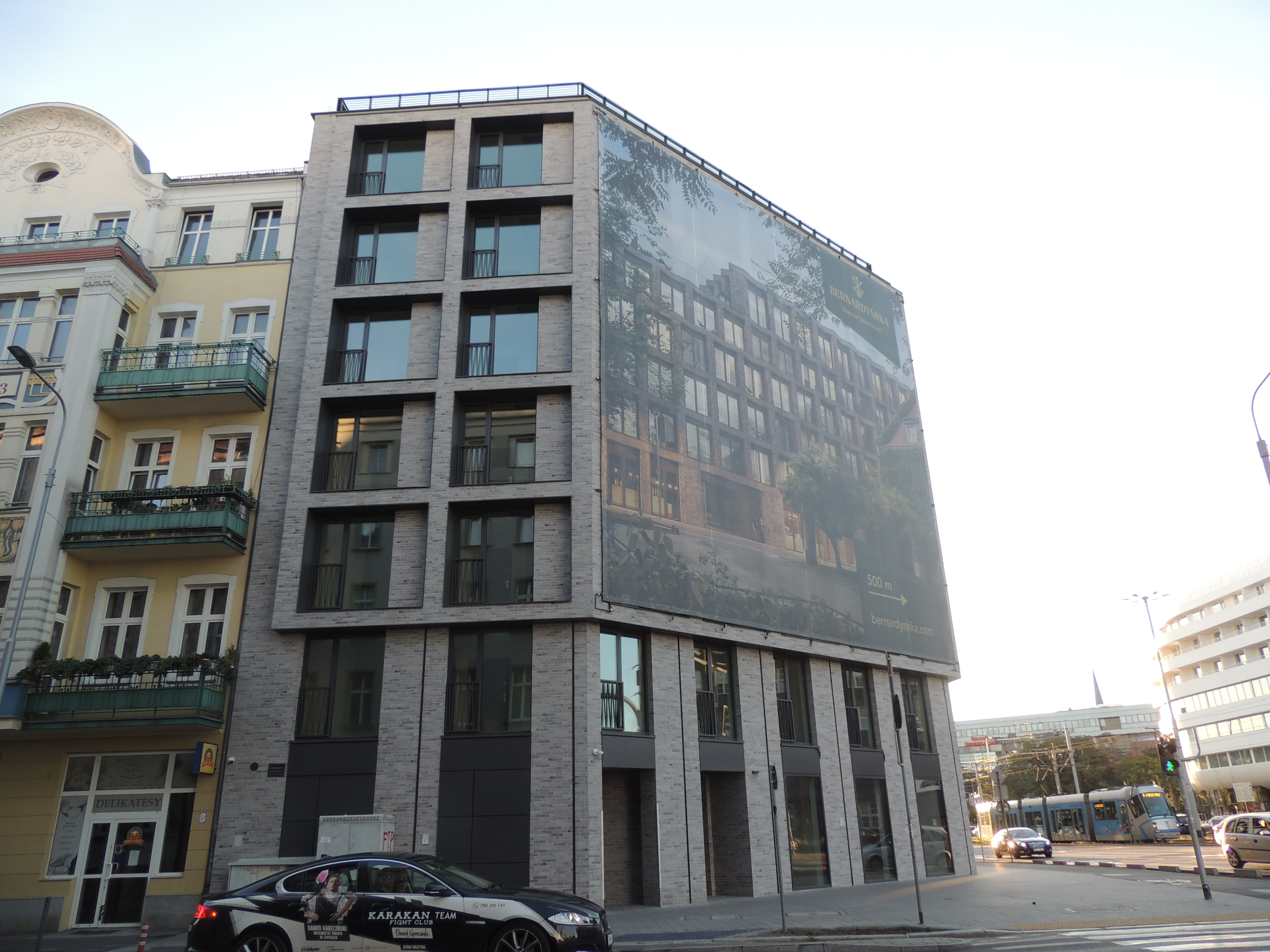
Studio Plac Dominikański

Ulica Zygmunta Krasińskiego przebiega przez obszar zabudowy śródmiejskiej, w strefie centralnej, gęsto wypełniony tkanką miejską, charakteryzującej się przemieszaniem zabudowy o podstawowej funkcji mieszkaniowej z zabudową także o innym przeznaczeniu, przede wszystkim zabudową mieszkalno-usługową.
Obszar zabudowy, przez który przebiega ulica Zygmunta Krasińskiego, uznawany jest za teren o zdefiniowanym układzie kompozycyjnym, z liniowymi i kwartałowymi elementami go tworzącymi. W układzie urbanistycznym dominuje ukształtowanie bloków urbanistycznych w postaci kwartałów zabudowy, w ramach których umiejscowiono funkcje reprezentacyjne na zewnątrz kwartału, a funkcje użytkowe do wewnątrz. Dominuje tu pierzejowa, zwarta zabudowa wzdłuż ulic, ale z występującymi zaburzeniami w postaci luk w zabudowie. Wskazuje się ponadto na gęstą sieć uliczną i linii transportu publicznego . Ulica przebiega przez obszar zabudowy średniowysokiej do 25 m, przy czym w ramach tej strefy wyznaczono tu śródmiejski obszar podwyższenia wysokości zabudowy.

### Znaczenie przestrzeni
Ulica Zygmunta Krasińskiego określana jest jako publiczna przestrzeń o charakterze ogólnomiejskim. Na północy łączy się z dwiema przestrzeniami stanowiącymi ogólnomiejski rdzeń przestrzeni publicznych, jaki stanowią zarówno aleja Juliusza Słowackiego, jak i ulica gen. Romualda Traugutta. Ponadto przewiduje się wykreowanie tu po wschodniej stronie placu o takim charakterze i znaczeniu, z połączeniem ulicy z tym placem poprzez nową przecznicę. Sam Park Juliusza Słowackiego z promenadą stanowi połączenie obszarowej zieleni wypoczynkowej z ogólnomiejskim bulwarem. Z kolei południowy kraniec ulicy łączy się z ulicą lokalną – ulica Komuny Paryskiej (w kierunku wschodnim) oraz ogólnomiejską – ulica Komuny Paryskiej (w kierunku zachodnim) i dalej bulwarem ogólnomiejskim – ulica Podwale. Obszarową formą zieleni wypoczynkowej jest tu położony Skwer Zygmunta Krasińskiego.

### Zabudowa
Północny odcinek ulicy od alei Juliusza Słowackiego do ulicy gen. Romualda Traugutta przebiega przez obszar o zróżnicowanym zagospodarowaniu. Strona zachodnia ulicy to zagospodarowany kwartał zabudowy z zabytkowym budynkiem poczty i muzeum pod numerem 1–9 tworzącym zachodnią pierzeję, za którym powstał współczesny budynek Ovo Wrocław. Natomiast wschodnia strona tego odcinka ulicy to z kolei obszar niezagospodarowany, a dalej silnie przekształcony w wyniku działań inwestycyjnych polegających na budowie węzła komunikacyjnego Placu Społecznego.
Południowy odcinek ulicy od ulicy gen. Romualda Traugutta do ulicy Komuny Paryskiej przebiega przez obszar z zabudowanymi kwartałami o pierzowym położeniu budynków z funkcją reprezentacyjną na zewnątrz kwartału. Dominują zachowane budynki przedwojenne, uzupełnione nową zabudową pochodzącą zarówno z XX wieku, jak i XXI wieku. Budynki mają wysokość od czterech o ośmiu kondygnacji nadziemnych. Przy południowym odcinku ulicy po stronie zachodniej położony jest obszar zieleni rekreacyjnej nazwany Skwerem Zygmunta Krasińskiego. W ramach skweru przy ulicy położony jest szalet miejski .

### Wybrane obiekty współczesne
Wybrane obiekty współczesne (powstałe po 1945 r.):
Budynek biurowyulica Zygmunta Krasińskiego 27, położony w pierzei zachodniej ulicy Zygmunta Krasińskiego; podstawowa funkcja biurowa, budynek o sześciu kondygnacjach nadziemnych, powierzchni zabudowy wynoszącej 381 m², położony jest na działce o polu powierzchni wynoszącym 564 m².
Budynek mieszkalnyulica Zygmunta Krasińskiego 36 oraz ulica gen. Józefa Haukego-Bosaka nr 2, 4, 6, 8, 10, 12, 14; położony częściowo w pierzei wschodniej ulicy Zygmunta Krasińskiego; podstawowa funkcja mieszkalna, budynek o pięciu kondygnacjach nadziemnych.
Budynek mieszkalnyulica Zygmunta Krasińskiego 48, 50, 52 oraz ulica Stanisława Worcella 1, położony w pierzei wschodniej ulicy Zygmunta Krasińskiego; podstawowa funkcja mieszkalna, budynek o siedmiu kondygnacjach nadziemnych, powierzchnia zabudowy wynosi 713 m², położony jest na działce o powierzchni 1108 m².
Budynek opieki zdrowotnejulica Zygmunta Krasińskiego 29, położony w pierzei zachodniej ulicy Zygmunta Krasińskiego; podstawowa funkcja to zakłady opieki medycznej, budynek o siedmiu kondygnacjach nadziemnych, powierzchni zabudowy wynoszącej 521 m², położony jest na działce o powierzchni 993 m².
Centrum Sztuk Użytkowych i Centrum Innowacyjności Akademii Sztuk Pięknych we Wrocławiuulica gen. Romualda Traugutta 19–21 położony częściowo w pierzei wschodniej ulicy Zygmunta Krasińskiego; budynek niski o czterech kondygnacjach nadziemnych i jednej podziemnej, z funkcją główną kultury i rozrywki, powierzchnia całkowita wynosi 18 611 m², powierzchnia użytkowa wynosi 13 464 m², powierzchnia zabudowy 2301 m², kubatura zaś wynosi 56 564 m³; w budynku znajdują się między innymi pracownie, warsztaty i laboratoria.
Studio Plac Dominikańskiulica gen. Romualda Traugutta 9–11 i Zygmunta Krasińskiego 13a, położony częściowo w pierzei zachodniej ulicy Zygmunta Krasińskiego oraz jako oficyna; budynek średniowysoki o ośmiu kondygnacjach nadziemnych i jednej podziemnej, z funkcją główną hotelarską i dodatkową handlowo-usługową, powierzchnia użytkowa wynosi około 3800 m², w tym powierzchnia handlowo-usługowa 356 m², w części hotelowej znajduje się 138 pokoi hotelowych, ponadto w budynku urządzono 20 miejsc parkingowych.

### Zieleń

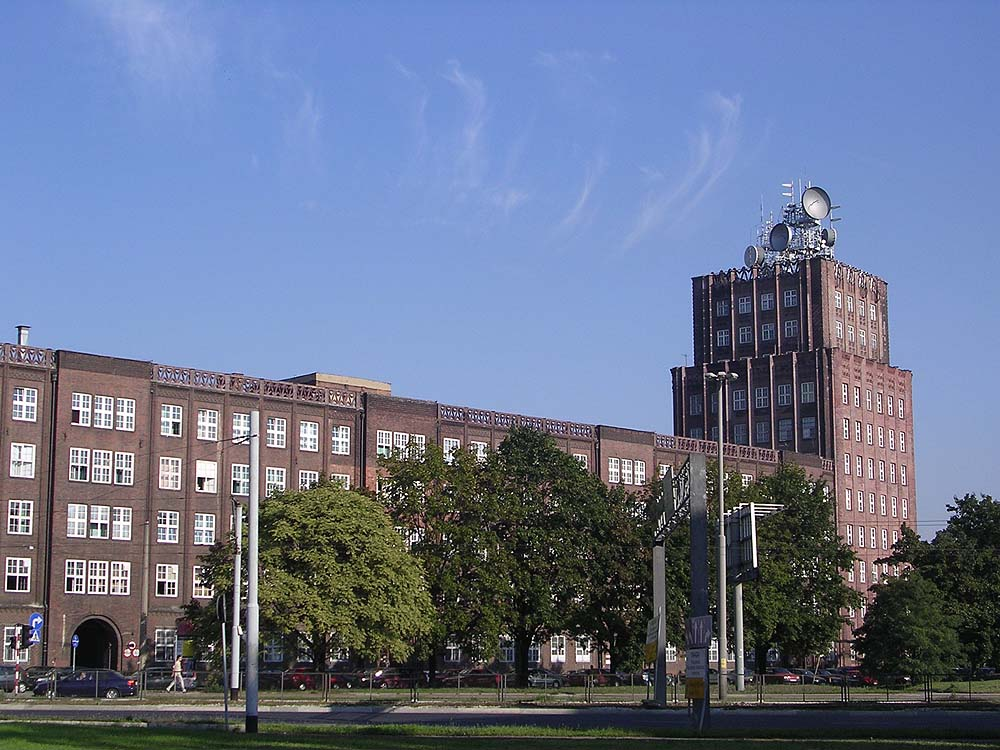
Zieleń przy al. Słowackiego przy Poczcie

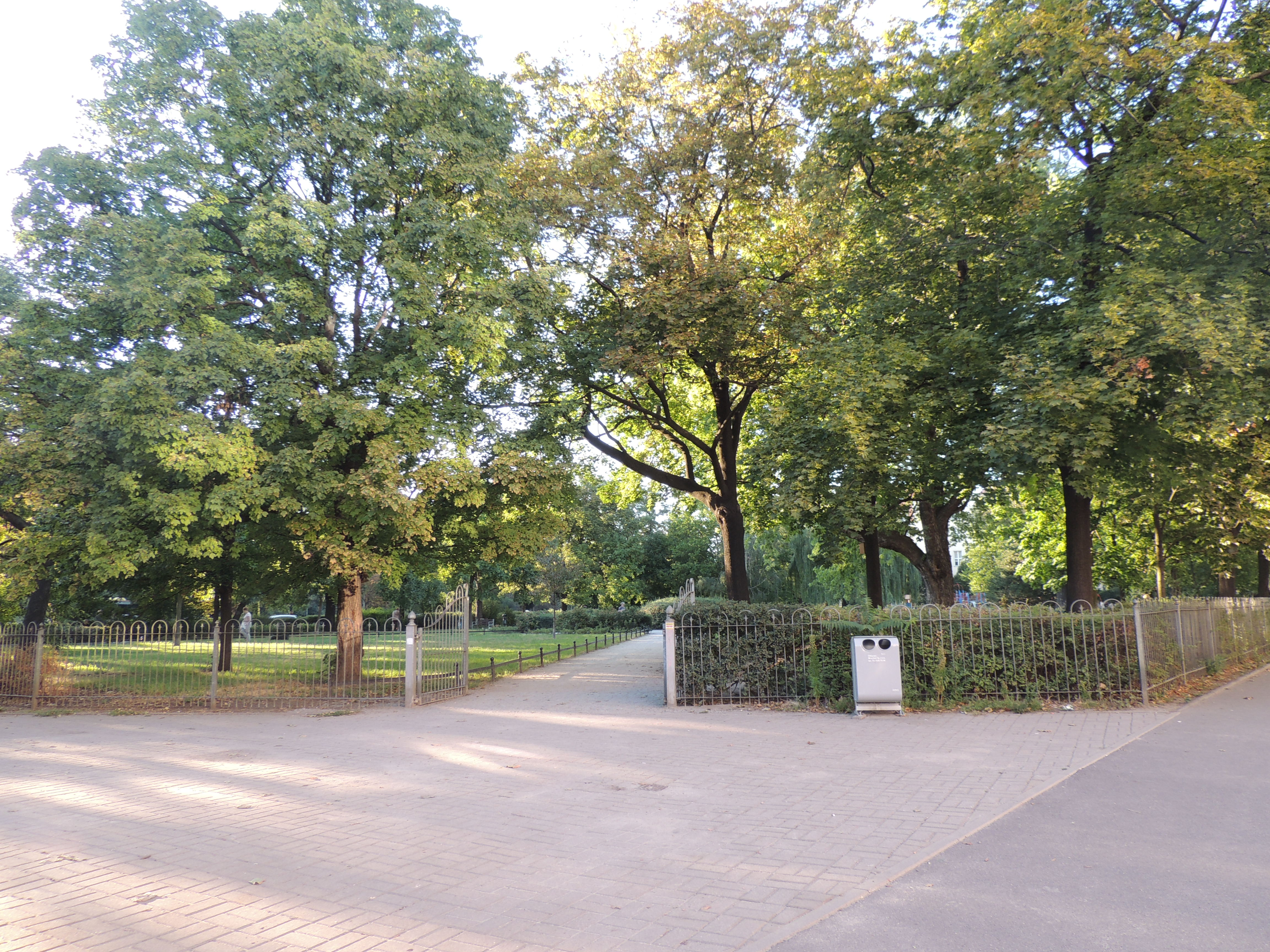
Skwer Zygmunta Krasińskiego

W najbliższym otoczeniu ulicy znajdują się następujące tereny zieleni:
Park Juliusza Słowackiego z Promenadą Staromiejskąpołożony na zamknięciu osi widokowej w kierunku północnym, przy początku ulicy, za aleją Juliusza Słowackiego, z przebiegającą przez niego Promenadą Staromiejską do fosy miejskiej do Zatoki Gondol , powierzchnia parku wynosi około 5,74 ha , przez co stanowi jeden z większych kompleksów zieleni w ścisłym centrum miasta.
Zieleń przy al. Słowackiego przy Poczciewolny, niezabudowany teren przy północnym odcinku po wschodniej stronie ulicy pomiędzy ulicą Zygmunta Krasińskiego, aleją Juliusza Słowackiego i placem Społecznym o powierzchni 9121 m², docelowo jednak przeznaczony pod zabudowę śródmiejską i drogi (jako rezerwa przypisana do ulicy Zygmunta Krasińskiego).
Zieleniec przy ul. Dobrzyńskiej – Trauguttapołożony za skrzyżowaniem ulicy Zygmunta Krasińskiego z ulicą gen. Romualda Traugutta i placem Społecznym, pomiędzy rozwidleniem tych dwóch dróg, o powierzchni 3087 m².
Skwer Zygmunta Krasińskiegopołożony przy końcowym odcinku ulicy po stronie zachodniej pomiędzy ulicą Zygmunta Krasińskiego, ulicą Podwale, ulicą Komuny Paryskiej oraz na północny blokiem zabudowy sięgającym ulicy gen. Romualda Traugutta o powierzchni 12 721 m².

## Ochrona i zabytki
Ulica przebiega na terenie Przedmieścia Oławskiego wpisanego jako obszar do rejestru zabytków dnia 20.06.2005 r. decyzją o wpisie nr 538/A/05. W ramach wskazanego obszaru ochronie podlega przede wszystkim układ przestrzenny kształtowany od XIII do XIX wieku.
Przy ulicy i w najbliższym sąsiedztwie znajdują się następujące zabytki ujęte w gminnej ewidencji zabytków (według stanu na kwiecień 2022 r.):
|  | Zobacz multimedia związane z tematem: Park Juliusza Słowackiego |

|  | Zobacz multimedia związane z tematem: Promenada Staromiejska |

|  | Zobacz multimedia związane z tematem: Gmach Poczty oraz Muzeum Poczty i Telekomunikacji |

|  | Zobacz multimedia związane z tematem: Ul. Zygmunta Krasińskiego 13 |

|  | Zobacz multimedia związane z tematem: Ul. Zygmunta Krasińskiego 15 |

|  | Zobacz multimedia związane z tematem: Ul. Zygmunta Krasińskiego 17 |

|  | Zobacz multimedia związane z tematem: Ul. Zygmunta Krasińskiego 19 |

|  | Zobacz multimedia związane z tematem: Ul. Zygmunta Krasińskiego 21-23 |

|  | Zobacz multimedia związane z tematem: Skwer Zygmunta Krasińskiego |

|  | Zobacz multimedia związane z tematem: Ul. Zygmunta Krasińskiego 32 |

|  | Zobacz multimedia związane z tematem: Ul. Zygmunta Krasińskiego 40 |

|  | Zobacz multimedia związane z tematem: Ul. Zygmunta Krasińskiego 42 |

|  | Zobacz multimedia związane z tematem: Ul. Zygmunta Krasińskiego 44 |

## Demografia
Ulica przebiega przez pięć rejonów statystycznych o wykazanej w poniższej tabeli gęstości zaludnienia i ilości zameldowanych osób, przy czym dane pochodzą z 31.12.2021 r.
| Rejon statystyczny nr | Liczba osób zameldowanych | Gęstość zaludnienia [lud./km²] | Położenie                                                                             | numery adresowe  |
| --------------------- | ------------------------- | ------------------------------ | ------------------------------------------------------------------------------------- | ---------------- |
| 931070                | 130                       | 585                            | obie strony od alei Juniusza Słowackiego do ulicy gen. Romualda Traugutta             | od 1 do 9        |
| 931080                | 459                       | 10 427                         | strona zachodnia od ulicy gen. Romualda Traugutta do ulicy Komuny Paryskiej           | od 13 do 29, 29a |
| 931090                | 519                       | 8 535                          | strona wschodnia od ulicy gen. Romualda Traugutta do ulicy gen. Józefa Haukego-Bosaka | od nr 24 do 36   |
| 931100                | 703                       | 17 788                         | strona wschodnia od ulicy gen. Józefa Haukego-Bosaka do ulicy Stanisława Worcella     | od nr 40 do 46   |
| 931110                | 786                       | 21 503                         | strona wschodnia od ulicy Stanisława Worcella do ulicy Komuny Paryskiej               | od nr 48 do 60   |

## Baza TERYT

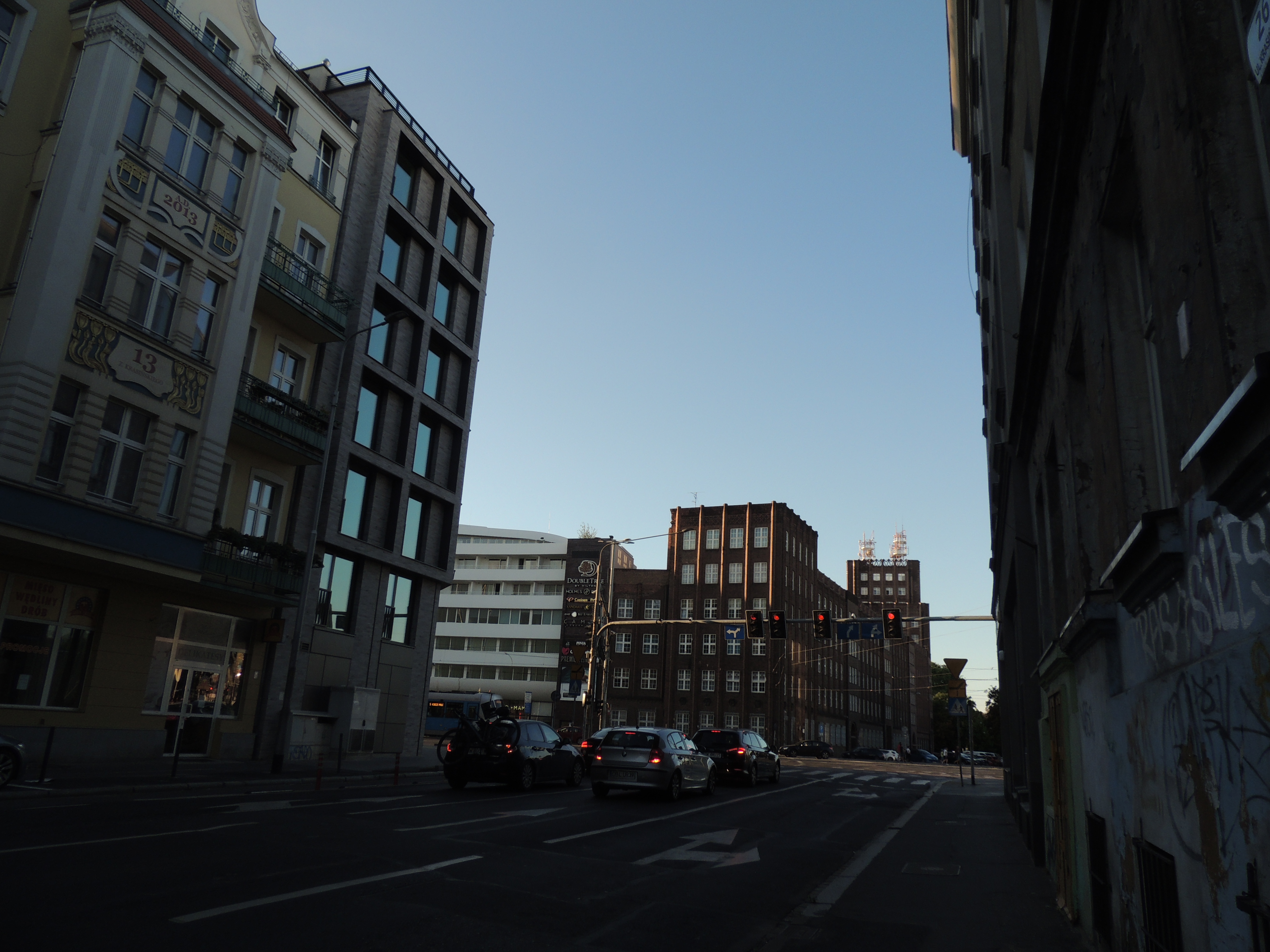
Przed skrzyżowaniem z ul. gen. R. Traugutta

Dane Głównego Urzędu Statystycznego z bazy TERYT, spis ulic (ULIC):
- województwo: DOLNOŚLĄSKIE (02)
- powiat: Wrocław (0264)
- gmina/dzielnica/delegatura: Wrocław (0264011) gmina miejska; Wrocław-Krzyki (0264039) delegatura
- Miejscowość podstawowa: Wrocław (0986283) miasto; Wrocław-Krzyki (0986544) delegatura
- kategoria/rodzaj: ulica
- Nazwa ulicy: ul. Zygmunta Krasińskiego (09848)[74][241].